# Liste der Anime-Titel/P

## P
| Name                                                                            | Alternative Namen | Veröffentlichungsjahr | Studio(s)                                           |
| ------------------------------------------------------------------------------- | --- | --------------------- | --------------------------------------------------- |
| Pan de Peace! (13 Folgen)                                                       | パンでPeace! | 2016 als Fernsehserie | Asahi Production                                    |
| Panda Kopanda                                                                   | パンダコパンダ | 1972 als Film         | Tōkyō Movie                                         |
| Panda-Z: The Robonimation (30 Folgen)                                           | パンダーゼット THE ROBONIMATION, Panda Zetto: The Robonimation | 2004 als Fernsehserie | Bee Media, Synergy Japan                            |
| Pandora Hearts (25 Folgen)                                                      | パンドラハーツ | 2009 als Fernsehserie | Xebec                                               |
| Panty & Stocking with Garterbelt (26 Folgen)                                    | パンティ＆ストッキングwithガーターベルト | 2010 als Fernsehserie | Gainax                                              |
| ↳ New Panty & Stocking with Garterbelt (26 Folgen)                              | ニューパンティ＆ストッキングwithガーターベルト | 2025 als Fernsehserie | Trigger                                             |
| Papa no Iu Koto o Kikinasai! (12 Folgen)                                        | パパのいうことを聞きなさい! | 2012 als Fernsehserie | feel.                                               |
| Papa to Kiss in the Dark (2 Folgen)                                             | パパとKISS IN THE DARK | 2005 als OVA          | TNK                                                 |
| Paprika                                                                         | パプリカ, Papurika | 2006 als Film         | Madhouse                                            |
| Paradise Kiss (12 Folgen)                                                       | パラダイス・キス, Paradaisu Kisu | 2005 als Fernsehserie | Madhouse                                            |
| Paranoia Agent (13 Folgen)                                                      | 妄想代理人, Mōsō Dairinin | 2004 als Fernsehserie | Madhouse                                            |
| PaRappa the Rapper (30 Folgen)                                                  | パラッパラッパー, Parapparappa | 2001 als Fernsehserie | J.C.Staff                                           |
| Parasite Dolls (3 Folgen)                                                       | パラサイトドールズ, Parasaito Dōruzu | 2003 als OVA          | AIC                                                 |
| Patapata Hikōsen no Bōken (26 Folgen)                                           | パタパタ飛行船の冒険 | 2002 als Fernsehserie | Telecom Animation Film                              |
| Patlabor The Mobile Police (7 Folgen)                                           | 機動警察パトレイバー, Kidō Keisatsu Patorebā | 1988 als OVA          | Studio Deen                                         |
| ↳ Patlabor The Mobile Police (47 Folgen)                                        | 機動警察パトレイバー, Kidō Keisatsu Patorebā | 1989 als Fernsehserie | Sunrise                                             |
| ↳ Patlabor The Mobile Police: The New Files (16 Folgen)                         | 機動警察パトレイバー（ＯＶＡ第２期）, Kidō Keisatsu Patorebā | 1990 als OVA          | Sunrise                                             |
| ↳ Patlabor 1                                                                    | 機動警察パトレイバー 劇場版, Kidō Keisatsu Patorebā Gekijōban | 1989 als Film         | Studio Deen                                         |
| ↳ Patlabor 2 – The Movie                                                        | 機動警察パトレイバー２ the Movie, Kidō Keisatsu Patorebā 2 the Movie                                                                                                | 1993 als Film         | Production I.G                                      |
| ↳ WXIII: Patlabor                                                               | WX3 機動警察パトレイバー, Kidō Keisatsu Patorebā 2 the Movie | 2001 als Film         | Triangle Staff, Madhouse                            |
| Peace Maker Kurogane (24 Folgen)                                                | ピースメーカー鐵, Kidō Keisatsu Patorebā 2 the Movie | 2003 als Fernsehserie | Gonzo                                               |
| Peach Boy Riverside (12 Folgen)                                                 | ピーチボーイリバーサイド, Pīchi Bōi Ribāsaido | 2021 als Fernsehserie | Asahi Production                                    |
| Peach Girl (25 Folgen)                                                          | ピーチガール | 2005 als Fernsehserie | Studio Comet                                        |
| Peeping Life TV (? Folgen)                                                      | Peeping Life TV | 2015 als Fernsehserie | Forest Hunting One, CoMix Wave Films, Tatsunoko Pro |
| Penguin Musume ♥ Heart (22 Folgen)                                              | ペンギン娘♥はぁと, Pengin Musume Haato, Penguin Girl | 2008 als Web-Anime    | Picture Magic                                       |
| Perfect Blue                                                                    | パーフェクトブルー | 1997 als Film         | Madhouse                                            |
| Perfect Girl (25 Folgen)                                                        | ヤマトナデシコ七変化♥, Yamato Nadeshiko Shichi Henge ♥ | 2006 als Fernsehserie | Nippon Animation                                    |
| The Perfect Insider (11 Folgen)                                                 | すべてがFになる, Subete ga F ni Naru | 2015 als Fernsehserie | A-1 Pictures                                        |
| Perrine (53 Folgen)                                                             | ペリーヌ物語, Perīnu monogatari | 1978 als Fernsehserie | Nippon Animation                                    |
| PERSONA -trinity soul- (26 Folgen)                                              | ペルソナ 〜トリニティ・ソウル〜 | 2008 als Fernsehserie | A-1 Pictures                                        |
| Persona 3 The Movie: #1 Spring of Birth                                         | PERSONA3 THE MOVIE #1 Spring of Birth | 2013 als Film         | AIC ASTA                                            |
| ↳ Persona 3 The Movie: #2 Midsummer Knight’s Dream                              | PERSONA3 THE MOVIE #2 Midsummer Knight’s Dream | 2014 als Film         | A-1 Pictures                                        |
| ↳ Persona 3 The Movie: #3 Falling Down                                          | PERSONA3 THE MOVIE #3 Falling Down | 2015 als Film         | A-1 Pictures                                        |
| ↳ Persona 3 The Movie: #4 Winter of Rebirth                                     | PERSONA3 THE MOVIE #4 Winter of Rebirth | 2016 als Film         | A-1 Pictures                                        |
| Persona 4: The Animation (26 Folgen)                                            | Persona4 the ANIMATION | 2011 als Fernsehserie | AIC ASTA                                            |
| ↳ Persona 4: the Animation – The Factor of Hope                                 | PERSONA4 the Animation -The Factor of Hope- | 2012 als Film         | AIC ASTA                                            |
| ↳ Persona 4: The Golden Animation (12 Folgen)                                   | Persona4 the Golden ANIMATION | 2014 als Fernsehserie | A-1 Pictures                                        |
| Peter Pan (41 Folgen)                                                           | ピーターパンの冒険, Peter Pan no Bōken | 1989 als Fernsehserie | Nippon Animation                                    |
| Petopeto-san (13 Folgen)                                                        | ぺとぺとさん | 2005 als Fernsehserie | Xebec M2                                            |
| Petshop of Horrors (4 Folgen)                                                   | ペットショップ オブ ホラーズ, Pet Shop of Horrors | 1999 als Fernsehserie | Madhouse                                            |
| Phantasy Star Online 2: The Animation (12 Folgen)                               | ファンタシースターオンライン2 ジ アニメーション, Fantashī Sutā Onrain 2: Ji Animēshon                                                                               | 2016 als Fernsehserie | Telecom Animation Film                              |
| Phantom of Inferno                                                              | ファントム オブ インフェルノー |                       |                                                     |
| ↳ Phantom The Animation (3 Folgen)                                              | | 2004 als OVA          | Earth Create, KSS                                   |
| ↳ Phantom – Requiem for the Phantom (26 Folgen)                                 | | 2009 als Fernsehserie | Bee Train                                           |
| Phantom Quest Corporation (4 Folgen)                                            | 幽幻怪社, Yūgenkaisha | 1994 als OVA          | Madhouse                                            |
| Phi Brain: Kami no Puzzle (25 Folgen)                                           | ファイ・ブレイン 神のパズル, Fai Burai: Kami no Pazuru, φ Brain | 2011 als Fernsehserie | Sunrise                                             |
| ↳ Phi Brain: Kami no Puzzle (25 Folgen)                                         | ファイ・ブレイン 神のパズル, Fai Burai: Kami no Pazuru, φ Brain | 2012 als Fernsehserie | Sunrise                                             |
| ↳ Phi Brain: Kami no Puzzle (25 Folgen)                                         | ファイ・ブレイン 神のパズル, Fai Burai: Kami no Pazuru, φ Brain | 2013 als Fernsehserie | Sunrise                                             |
| Photo Kano (13 Folgen)                                                          | フォトカノ, Foto Kano | 2013 als Fernsehserie | Madhouse                                            |
| Photon (6 Folgen)                                                               | フォトン, Photon: The Idiot Adventures | 1997 als OVA          | AIC                                                 |
| Piacevole (? Folgen)                                                            | ピアシェ〜私のイタリアン〜, Piashe – Watasho no Itarian, Piace – Watashi no Italian                                                                                 | 2017 als Fernsehserie | Zero-G                                              |
| Pianist (2 Folgen)                                                              | ピアニスト | 1998 als OVA          | J.T.P.P.                                            |
| The Piano Forest                                                                | ピアノの森, Piano no Mori | 2007 als Film         | Madhouse                                            |
| Ping Pong: The Animation (11 Folgen)                                            | ピンポン THE ANIMATION, Pin Pon: The Animation | 2014 als Fernsehserie | Tatsunoko Production                                |
| Pinocchio                                                                       | |                       |                                                     |
| ↳ Pinocchio (52 Folgen)                                                         | 樫の木モック, Kashi no Ki Mokku | 1972 als Fernsehserie | Tatsunoko Production                                |
| ↳ Pinocchio (54 Folgen)                                                         | ピコリーノの冒険, Pinocchio Yori Piccolino no Boken | 1976 als Fernsehserie | Nippon Animation                                    |
| Piroppo (23 Folgen)                                                             | ピロッポ | 2001 als Fernsehserie | Studio 4°C                                          |
| PitaTen (26 Folgen)                                                             | ぴたテン, Pita Ten | 2002 als Fernsehserie | Madhouse                                            |
| Pixi im Wolkenkuckucksheim (52 Folgen)                                          | アンデルセン物語, Anderusen Monogatari | 1971 als Fernsehserie | Mushi Production                                    |
| Der Planet der Dinosaurier (39 Folgen)                                          | 恐竜冒険記ジュラトリッパー, Kyōryū Bōken Jura Torippā, Jura Tripper                                                                                                 | 1995 als Fernsehserie | Production Reed                                     |
| Planetarian – Chiisana Hoshi no Yume (5 Folgen)                                 | planetarian 〜ちいさなほしのゆめ〜 | 2016 als Fernsehserie | David Production                                    |
| Planetes (26 Folgen)                                                            | プラネテス, Puranetesu, ΠΛΑΝΗΤΕΣ | 2003 als Fernsehserie | Sunrise                                             |
| Plastic Little (eine Folge)                                                     | プラスチックリトル | 1994 als OVA          | Studio Pierrot                                      |
| Plastic Memories (13 Folgen)                                                    | プラスティック･メモリーズ, Purasutikku Memorīzu | 2015 als Fernsehserie | Dōga Kōbō                                           |
| Platonic Chain (25 Folgen)                                                      | プラトニックチェーン | 2002 als Fernsehserie |                                                     |
| Please Save My Earth (6 Folgen)                                                 | ぼくの地球を守って, Boku no Chikyū o Mamotte, ぼく地球, Bokutama | 1993 als OVA          | Production I.G                                      |
| Please tell me! Galko-chan (12 Folgen)                                          | おしえて！ギャル子ちゃん, Oshiete! Garuko-chan, Oshiete! Galko-chan                                                                                                 | 2016 als Fernsehserie | feel.                                               |
| Plus 500 Years                                                                  | | 1960 als Kurzfilm     | Otogi                                               |
| Pokémon (650 Folgen)                                                            | ポケットモンスター, Pocket Monsters | 1997 als Fernsehserie | Oriental Light and Magic                            |
| Pom Poko                                                                        | 平成狸合戦ぽんぽこ, Heisei Tanuki Gassen Pompoko | 1994 als Film         | Studio Ghibli                                       |
| Ponyo – Das große Abenteuer am Meer                                             | 崖の上のポニョ, Gake no Ue no Ponyo | 2008 als Film         | Studio Ghibli                                       |
| Popolocrois (26 Folgen)                                                         | ポポロクロイス, Poporokuroisu | 2003 als Fernsehserie | TMS Entertainment                                   |
| Popotan (12 Folgen)                                                             | ぽぽたん | 2003 als Fernsehserie | Shaft                                               |
| Poppaya-san Nonki Ekicho                                                        | ポッポやさんののんき駅長 | 1948 als Film         | Nihon Doga                                          |
| Porco Rosso                                                                     | 紅の豚, Kurenai no Buta | 1992 als Film         | Studio Ghibli                                       |
| Power DoLLS – Omni Senki 2540 (eine Folge)                                      | POWER DoLLS〜オムニ戦記2540〜 | 1996 als OVA          | Artmic                                              |
| ↳ Power DoLLS: Detachment of Limited Line Service Project α (eine Folge)        | POWER DoLLS Detachment of Limited Line Service プロジェクトα | 1996 als OVA          | OLM                                                 |
| Power Stone (26 Folgen)                                                         | パワーストーン, Pawā Sutōn | 1999 als Fernsehserie | Studio Pierrot                                      |
| Poyopoyo Kansatsu Nikki (52 Folgen)                                             | ポヨポヨ観察日記 | 2012 als Fernsehserie | Dax International, Studio Deen, Mebius Tone         |
| Pretear (13 Folgen)                                                             | 新白雪姫伝説プリーティア, Shin Shirayuki-hime Densetsu Purītia | 2001 als Fernsehserie |                                                     |
| Pretty Cure                                                                     | |                       |                                                     |
| ↳ Pretty Cure (49 Folgen)                                                       | ふたりはプリキュア, Futari wa PuriKyua, Futari wa PreCure | 2004 als Fernsehserie | Tōei Animation                                      |
| ↳ Futari wa Pretty Cure Max Heart (47 Folgen)                                   | ふたりはプリキュア Max Heart, Futari wa PuriKyua Max Heart | 2005 als Fernsehserie | Tōei Animation                                      |
| ↳ Futari wa Pretty Cure Max Heart                                               | ふたりはプリキュア Max Heart, Futari wa PuriKyua Max Heart | 2005 als Film         | Tōei Animation                                      |
| ↳ Futari wa Pretty Cure Max Heart 2: Yukizora no Tomodachi                      | ふたりはプリキュア Max Heart 2 雪空のともだち, Futari wa PuriKyua Max Heart 2: Yukizora no Tomodachi                                                                | 2005 als Film         | Tōei Animation                                      |
| ↳ Futari wa Pretty Cure Splash Star (49 Folgen)                                 | ふたりはプリキュア Splash☆Star, Futari wa PuriKyua Splash Star | 2006 als Fernsehserie | Tōei Animation                                      |
| ↳ Futari wa Pretty Cure Splash Star: Tick Tack Kiki Ippatsu!                    | ふたりはプリキュア Splash☆Star チクタク危機一髪!, Futari wa PuriKyua Splash Star: Tick Tack Kiki Ippatsu!                                                           | 2006 als Film         | Tōei Animation                                      |
| ↳ Futari wa Pretty Cure Splash Star: Maji Doki 3D Theater                       | ふたりはプリキュア Splash Star マジッ★ドキッ♥ 3Dシアター, Futari wa PuriKyua Splash Star: Maji Doki 3D Shiatā, Futari wa Pretty Cure Splash Star: Maji Doki Theater | 2006 als Kurzfilm     | Tōei Animation                                      |
| ↳ Yes! PreCure 5 (49 Folgen)                                                    | Yes! プリキュア 5, Yes! PuriKyua 5 | 2007 als Fernsehserie | Tōei Animation                                      |
| ↳ Yes! PreCure 5: Kagami no Kuni no Miracle Daibōken!                           | Yes!プリキュア5 鏡の国のミラクル大冒険!, Yes! PuriKyua 5: Kagami no Kuni no Mirakuru Daibōken!                                                                      | 2007 als Film         | Tōei Animation                                      |
| ↳ Yes! PreCure 5 GoGo! (48 Folgen)                                              | Yes! プリキュア 5 Go!Go!, Yes! PuriKyua 5 Go!Go! | 2008 als Fernsehserie | Tōei Animation                                      |
| ↳ Yes! PreCure 5 GoGo!: Okashi no Kuni no Happy Birthday                        | Yes! プリキュア5GoGo! お菓子の国のハッピーバースディ♪, Yes! PuriKyua 5 GoGo!: Okashi no Kuni no Happī Bāsudi                                                        | 2008 als Film         | Tōei Animation                                      |
| ↳ Fresh Pretty Cure! (50 Folgen)                                                | フレッシュプリキュア！, Furesshu PuriKyua | 2009 als Fernsehserie | Tōei Animation                                      |
| ↳ Fresh Pretty Cure!: Omocha no Kuni wa Himitsu ga Ippai!?                      | フレッシュプリキュア! おもちゃの国は秘密がいっぱい!?, Furesshu PuriKyua!: Omocha no Kuni wa Himitsu ga Ippai!?                                                      | 2009 als Film         | Tōei Animation                                      |
| ↳ HeartCatch PreCure! (49 Folgen)                                               | ハートキャッチプリキュア!, Hāto Kyatchi PuriKyua! | 2010 als Fernsehserie | Tōei Animation                                      |
| ↳ HeartCatch PreCure!: Hana no Miyako de Fashion Show… Desu ka!?                | ハートキャッチプリキュア! 花の都でファッションショー…ですか!?, Hāto Kyatchi PuriKyua!: Hana no Miyako de Fasshon Shō… Desu ka!?                                     | 2010 als Film         | Tōei Animation                                      |
| ↳ Suite PreCure! (48 Folgen)                                                    | スイートプリキュア♪, Suīto PuriKyua! | 2011 als Fernsehserie | Tōei Animation                                      |
| ↳ Suite Precure!: Torimodose! Kokoro ga Tsunagu Kiseki no Melody!               | スイートプリキュア♪ とりもどせ! 心がつなぐ奇跡のメロディ♪, Suīto PuriKyua!: Torimodose! Kokoro ga Tsunagu Kiseki no Merodi!                                         | 2011 als Film         | Tōei Animation                                      |
| ↳ Smile PreCure! (48 Folgen)                                                    | スマイルプリキュア!, Sumairu PuriKyua! | 2012 als Fernsehserie | Tōei Animation                                      |
| ↳ Smile PreCure!: Ehon no Naka wa Minna Chiguhagu!?                             | スマイルプリキュア! 絵本の中はみんなチグハグ!, Sumairu PuriKyua!: Ehon no Naka wa Minna Chiguhagu!?                                                                 | 2012 als Film         | Tōei Animation                                      |
| ↳ Doki Doki! PreCure (49 Folgen)                                                | ドキドキ!プリキュア, Doki Doki! PuriKyua | 2013 als Fernsehserie | Tōei Animation                                      |
| ↳ Doki Doki! PreCure: Mana Kekkon!!? Mirai ni Tsunagu Kibō no Dress             | ドキドキ!プリキュア マナ結婚!!? 未来につなぐ希望のドレス, Doki Doki! PuriKyua: Mana Kekkon!!? Mirai ni Tsunagu Kibō no Doresu                                       | 2013 als Film         | Tōei Animation                                      |
| ↳ Happiness Charge PreCure! (49 Folgen)                                         | ハピネスチャージプリキュア!, Hapinesu Chāji PuriKyua! | 2014 als Fernsehserie | Tōei Animation                                      |
| ↳ Happiness Charge PreCure!: Ningyō no Kuni no Ballerina                        | ハピネスチャージプリキュア! 人形の国のバレリーナ, Hapinesu Chāji PuriKyua! Ningyō no Kuni no Barerīna                                                               | 2014 als Film         | Tōei Animation                                      |
| ↳ Go! Princess PreCure (50 Folgen)                                              | Go!プリンセスプリキュア, Go! Purinsesu PuriKyua | 2015 als Fernsehserie | Tōei Animation                                      |
| ↳ Pretty Cure All Stars DX: Minna Tomodachi Kiseki no Zen’in Daishūgō!          | プリキュアオールスターズDX みんなともだちっ☆奇跡の全員大集合!, PuriKyua Ōru Sutāzu DX: Minna Tomodachi Kiseki no Zen’in Daishūgō!                                   | 2009 als Film         | Tōei Animation                                      |
| ↳ Pretty Cure All Stars DX2: Kibō no Hikari Rainbow Jewel o Mamore!             | プリキュアオールスターズDX2 希望の光☆レインボージュエルを守れ!, PuriKyua Ōru Sutāzu DX2: Kibō no Hikari Reinbō Jueru o Mamore!                                      | 2010 als Film         | Tōei Animation                                      |
| ↳ Pretty Cure All Stars DX3: Mirai ni Todoke! Sekai o Tsunagu Niji-iro no Hana! | プリキュアオールスターズDX3 未来に届け!世界をつなぐ☆虹色の花, PuriKyua Ōru Sutāzu DX3: Mirai ni Todoke! Sekai o Tsunagu Niji-iro no Hana!                           | 2010 als Film         | Tōei Animation                                      |
| ↳ Pretty Cure All Stars DX: 3D Theatre                                          | プリキュアオールスターズDX 3Dシアター, PuriKyua Ōru Sutāzu DX: 3D Shiatā                                                                                            | 2011 als Film         | Tōei Animation                                      |
| ↳ Pretty Cure All Stars New Stage: Mirai no Tomodachi                           | プリキュアオールスターズNewStage みらいのともだち, PuriKyua Ōru Sutāzu New Stage: Mirai no Tomodachi                                                                | 2012 als Film         | Tōei Animation                                      |
| ↳ Pretty Cure All Stars New Stage 2: Kokoro no Tomodachi                        | プリキュアオールスターズNewStage2 こころのともだち, PuriKyua Ōru Sutāzu New Stage 2: Kokoro no Tomodachi                                                            | 2013 als Film         | Tōei Animation                                      |
| ↳ Pretty Cure All Stars New Stage 3: Eien no Tomodachi                          | プリキュアオールスターズNewStage3 永遠のともだち, PuriKyua Ōru Sutāzu New Stage 3: Eien no Tomodachi                                                                | 2014 als Film         | Tōei Animation                                      |
| ↳ Pretty Cure All Stars: Haru no Carnival                                       | プリキュアオールスターズ 春のカーニバル♪, PuriKyua Ōru Sutāzu: Haru no Kānibaru                                                                                     | 2015 als Film         | Tōei Animation                                      |
| Pretty Rhythm: Aurora Dream (51 Folgen)                                         | プリティーリズム・オーロラドリーム, Puritī Rizumu: Ōrora Dorīmu | 2011 als Fernsehserie | Tatsunoko Production                                |
| ↳ Pretty Rhythm: Dear My Future (51 Folgen)                                     | プリティーリズム・ディアマイフューチャー, Puritī Rizumu: Dia Mai Fyūchā                                                                                             | 2012 als Fernsehserie | Tatsunoko Production                                |
| ↳ Pretty Rhythm: Rainbow Live (51 Folgen)                                       | プリティーリズム・レインボーライブ, Puritī Rizumu: Reinbō Raibu | 2013 als Fernsehserie | Tatsunoko Production                                |
| ↳ Pretty Rhythm: All Star Selection (11 Folgen)                                 | プリティーリズム・オールスターセレクション, Puritī Rizumu: Ōru Sutā Serekushon                                                                                      | 2014 als Fernsehserie | Dongwoo Animation, Tatsunoko Production             |
| Prince of Stride Alternative (12 Folgen)                                        | プリンス・オブ・ストライド オルタナティブ, Purinsu obu Sutoraido Orutanatibu                                                                                        | 2016 als Fernsehserie | Madhouse                                            |
| Prince of Tennis (178 Folgen)                                                   | テニスの王子様, Tenisu no Ōji-sama | 2001 als Fernsehserie | Trans Arts                                          |
| ↳ Prince of Tennis: A Day of the Survival Mountain (eine Folge)                 | テニスの王子: 存続山の日 | 2003 als OVA          | Production I.G                                      |
| ↳ The Prince of Tennis: A Gift from Atobe                                       | 跡部からの贈り物, Atobe's Gift - Tennis no Ojisama Movie Special.                                                                                                   | 2005 als Kurzfilm     | Production I.G, Trans Arts                          |
| ↳ The Prince of Tennis - The Two Samurai: The First Game                        | テニスの王子様 二人のサムライ, Tennis no Ōjisama - Futari no Samurai                                                                                                | 2005 als Film         | Production I.G                                      |
| ↳ Prince of Tennis: The National Tournament (13 Folgen)                         | テニスの王子様 - 全国大会篇, Zenkoku Taikai Hen | 2006 als OVA          | M.S.C                                               |
| ↳ Prince of Tennis: The National Tournament Semifinal (6 Folgen)                | テニスの王子様 全国大会篇 Semifinal, Zenkoku Taikai Hen Semifinal                                                                                                   | 2007 als OVA          | M.S.C                                               |
| ↳ The Prince of Tennis: The National Tournament Final (7 Folgen)                | テニスの王子様 全国大会篇 Final, Zenkoku Taikai Hen Final | 2008 als OVA          | M.S.C                                               |
| ↳ Shin Tennis no Ōji-sama (13 Folgen)                                           | 新テニスの王子様, Shin Tenisu no Ōji-sama | 2012 als Fernsehserie | Production I.G, M.S.C                               |
| Princess Connect! Re:Dive (13 Folgen)                                           | プリンセスコネクト！Re:Dive, Purinsesu Konekuto! Ridaibu | 2020 als Fernsehserie | CygamesPictures                                     |
| ↳ Princess Connect! Re:Dive S2 (12 Folgen)                                      | プリンセスコネクト！Re:Dive, Purinsesu Konekuto! Ridaibu | 2022 als Fernsehserie | CygamesPictures                                     |
| Princess Lover! (12 Folgen)                                                     | プリンセスラバー! | 2009 als Fernsehserie | GoHands                                             |
| ↳ Princess Lover! (2 Folgen)                                                    | プリンセスラバー! | 2010 als OVA          | Public Enemies                                      |
| Princess Princess (12 Folgen)                                                   | プリンセス・プリンセス | 2006 als Fernsehserie | Studio Deen                                         |
| Princess Tutu (26 Folgen)                                                       | プリンセスチュチュ, Purinsesu Chuchu | 2001 als Fernsehserie | Hal Film Maker                                      |
| Prinzessin Erdbeer (12 Folgen)                                                  | 夢の星のボタンノーズ, Yume no Hoshi no Botan Nōzu | 1985 als Fernsehserie |                                                     |
| Prinzessin Mononoke                                                             | もののけ姫, Mononoke Hime | 1997 als Film         | Studio Ghibli                                       |
| Pripara (38 Folgen)                                                             | プリパラ, Puripara | 2014 als Fernsehserie | Tatsunoko Production                                |
| ↳ Pripara (51 Folgen)                                                           | プリパラ, Puripara | 2015 als Fernsehserie | Tatsunoko Production                                |
| ↳ Pripara (51? Folgen)                                                          | プリパラ, Puripara | 2016 als Fernsehserie | Tatsunoko Production                                |
| Prison School (12 Folgen)                                                       | 監獄学園 | 2015 als Fernsehserie | J.C.Staff                                           |
| Professor Layton und die ewige Diva                                             | レイトン教授と永遠の歌姫, Reiton-kyōju to Eien no Utahime | 2009 als Film         | P.A. Works, OLM                                     |
| Project A-ko                                                                    | プロジェクトA子, Purojekkuto A-ko | 1986 als Film         |                                                     |
| ↳ Project A-ko 2: Daitokuji Zaibatsu no Imbō (eine Folge)                       | プロジェクトA子2 大徳寺財閥の陰謀, Purojekkuto A-ko 2: Daitokuji Zaibatsu no Imbō                                                                                   | 1987 als OVA          |                                                     |
| ↳ Project A-ko 3: Cinderella Rhapsody (eine Folge)                              | プロジェクトA子3 シンデレララプソディ, Purojekkuto A-ko 3: Shinderera Rapusodi                                                                                      | 1988 als OVA          | Studio Fantasia                                     |
| ↳ Project A-ko: Kanketsuhen (eine Folge)                                        | プロジェクトA子 完結篇, Purojekkuto A-ko: Kanketsuhen | 1989 als OVA          | Studio Fantasia                                     |
| ↳ A-Ko The VS (2 Folgen)                                                        | | 1990 als OVA          | Studio Fantasia                                     |
| Project Arms (26 Folgen)                                                        | PROJECT ARMS | 2001 als Fernsehserie | TMS Entertainment                                   |
| ↳ Project Arms: The 2nd Chapter (26 Folgen)                                     | PROJECT ARMS The 2nd Chapter | 2001 als Fernsehserie | TMS Entertainment                                   |
| Project Blue Earth SOS (6 Folgen)                                               | ProjectBLUE 地球SOS, ProjectBLUE Chikyū SOS | 2006 als Fernsehserie | A.C.G.T                                             |
| Promare                                                                         | プロメア, Puromea | 2019 als Film         | Trigger                                             |
| Psychic Academy (24 Folgen)                                                     | サイキックアカデミー煌羅万象, Ψchic academy 煌羅万象 | 2002 als Web-Anime    | E.G. Films                                          |
| Psycho Diver (eine Folge)                                                       | サイキックアカデミー煌羅万象, Psycho Diver Masei Rakuryu | 1997 als OVA          | Madhouse                                            |
| Psycho-Pass (22 Folgen)                                                         | PSYCHO-PASS サイコパス, Psycho-Pass: Saiko Pasu | 2012 als Fernsehserie | Production I.G                                      |
| ↳ Psycho-Pass 2 (11 Folgen)                                                     | PSYCHO-PASS サイコパス 2, Psycho-Pass: Saiko Pasu 2 | 2014 als Fernsehserie | Tatsunoko Production                                |
| ↳ Gekijōban Psycho-Pass                                                         | 劇場版 PSYCHO-PASS サイコパス, Gekijōban Psycho-Pass: Saiko Pasu | 2015 als Film         | Tatsunoko Production                                |
| ↳ Psycho-Pass: Sinners of the System Case 1: Crime and Punishment               | PSYCHO-PASS サイコパス Sinners of the System Case.1 - 罪と罰, PSYCHO-PASS Saiko Pasu Sinners of the System Case 1: Tsumi to Batsu                                   | 2019 als Film         | Production I.G                                      |
| ↳ Psycho-Pass: Sinners of the System Case 2: First Guardian                     | PSYCHO-PASS サイコパス Sinners of the System Case.2 - First Guardian, PSYCHO-PASS Saiko Pasu Sinners of the System Case.2 - First Guardian                          | 2019 als Film         | Production I.G                                      |
| ↳ Psycho-Pass: Sinners of the System Case 3: On the Other Side of Love and Hate | PSYCHO-PASS サイコパス Sinners of the System Case.3 - 恩讐の彼方に, PSYCHO-PASS Saiko Pasu Sinners of the System Case 3: Onshuu no Kanata ni                        | 2019 als Film         | Production I.G                                      |
| ↳ Psycho-Pass 3 (8 Folgen)                                                      | PSYCHO-PASS サイコパス 3, Psycho-Pass: Saiko Pasu 3 | 2019 als Fernsehserie | Production I.G                                      |
| ↳ Psycho-Pass 3: First Inspector                                                | PSYCHO-PASS サイコパス 3 FIRST INSPECTOR, PSYCHO-PASS: Saiko Pasu 3 FIRST INSPECTOR                                                                                 | 2020 als Film         | Production I.G                                      |
| Puchimas! – Petit Idolm@ster (64 Folgen)                                        | ぷちます! -PETIT IDOLM@STER- | 2013 als Fernsehserie | Gathering                                           |
| Puchi Puri Yūshi (26 Folgen)                                                    | ぷちぷり＊ユーシィ, Petite Princess Yucie | 2002 als Fernsehserie | Gainax, AIC                                         |
| Punch Line (12 Folgen)                                                          | パンチライン, Panchi Rain | 2015 als Fernsehserie | MAPPA                                               |
| Puni Puni Poemi (2 Folgen)                                                      | ぷにぷに☆ぽえみぃ | 2001 als OVA          | J.C.Staff, Victor Entertainment                     |
| Pupa (12 Folgen)                                                                | pupa | 2014 als Fernsehserie | Studio Deen                                         |
| Pupipō! (15 Folgen)                                                             | プピポー! | 2014 als Fernsehserie | AIC Plus+                                           |
| Puschel, das Eichhorn (26 Folgen)                                               | シートン動物記 りすのバナー, Seaton Dōbutsuki Risu no Banner | 1979 als Fernsehserie | Nippon Animation                                    |
| Puzzle & Dragons (? Folgen)                                                     | パズドラクロス, Pazudorakurosu | 2016 als Fernsehserie | Studio Pierrot                                      |